# Oligonychus rubicundus
Oligonychus rubicundus är en spindeldjursart som beskrevs av Ehara 1971. Oligonychus rubicundus ingår i släktet Oligonychus och familjen Tetranychidae. Inga underarter finns listade i Catalogue of Life.